# 맥심 (잡지)

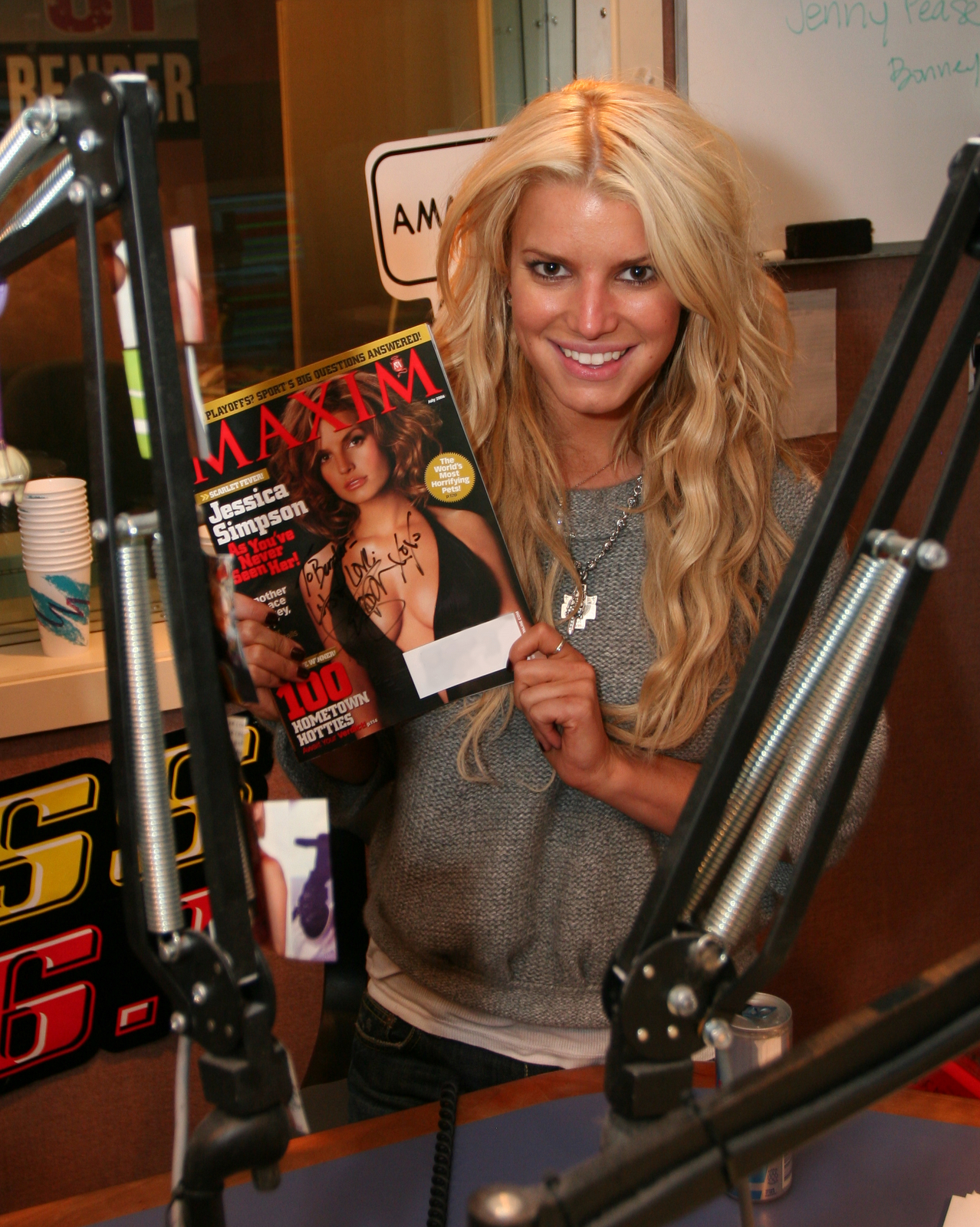

맥심(Maxim)은 미국 뉴욕에 본사를 둔, 국제적인 남성 잡지이다. 이성애 성향을 지닌 20, 30대 남성을 대상으로 하며, 주로 연애, 성, 섹스, 패션, 각종 아이템, 기타 여러 상식들에 대해 다루고 있다.
현재 벨기에, 불가리아, 중국, 체코, 프랑스, 독일, 그리스, 헝가리, 인도, 인도네시아, 이스라엘, 이탈리아, 멕시코, 필리핀, 포르투갈, 루마니아, 러시아, 세르비아, 싱가포르, 태국, 우크라이나, 영국, 미국, 한국 등에서 발행되고 있다.
세계 35개국에서 판매되는 잡지 맥심은 남성월간잡지 중 세계에서 가장 많은 독자를 보유하고 있는 세계적인 잡지이다. 영국에서 시작되었으나 현재는 뉴욕 맨해튼에 본사를 두고 있다. 맥심 잡지는 세계적인 여성 유명인사들도 등장하기도 한다.

연예가 정보, 스포츠, 자동차, 모터싸이클, 연애가이드, 남성패션, 전자제품, 영화, 음악 등의 남성관심사를 주내용으로 담고 있다.

## 맥심 핫 100
2000년부터 매년 100인을 선정하고 있다. 아래는 그들 중 1위를 한 인물들의 선정 당시 정보이다.
| 연도 | 1위                 | 나이 | 직업            | 비고                                            |
| ---- | ------------------- | ---- | --------------- | ----------------------------------------------- |
| 2000 | 에스텔라 워런       | 21   | 배우/모델       | [ 1 ]                                           |
| 2001 | 제시카 알바         | 20   | 배우            | 최연소 1위                                      |
| 2002 | 제니퍼 가너         | 30   | 배우            | 최초로 단 한 번에 1위로 핫 100 명단에 오른 인물 |
| 2003 | 크리스티나 아길레라 | 22   | 가수            | [ 4 ]                                           |
| 2004 | 제시카 심슨         | 24   | 가수/배우       | [ 5 ]                                           |
| 2005 | 에바 롱고리아       | 30   | 배우            | [ 6 ]                                           |
| 2006 | 에바 롱고리아       | 31   | 배우            | [ 7 ]                                           |
| 2007 | 린지 로언           | 21   | 배우/가수       | [ 8 ]                                           |
| 2008 | 머리사 밀러         | 29   | 모델            | [ 9 ]                                           |
| 2009 | 올리비아 와일드     | 25   | 배우            | [ 10 ]                                          |
| 2010 | 케이티 페리         | 25   | 가수            | [ 11 ]                                          |
| 2011 | 로지 헌팅턴화이틀리 | 24   | 모델/배우       | [ 12 ]                                          |
| 2012 | 바르 라파엘리       | 26   | 모델            | [ 13 ]                                          |
| 2013 | 마일리 사이러스     | 20   | 배우/가수       | [ 14 ]                                          |
| 2014 | 캔디스 스워너풀     | 25   | 모델            |                                                 |
| 2015 | 테일러 스위프트     | 25   | 가수            |                                                 |
| 2016 | 스텔라 맥스웰       | 25   | 모델            | [ 15 ]                                          |
| 2017 | 헤일리 볼드윈       | 20   | 모델            |                                                 |
| 2018 | 케이트 업턴         | 25   | 모델/배우       |                                                 |
| 2019 | 올리비아 컬포       | 27   | 패션 인플루언서 |                                                 |

## 맥심 코리아
한국에서는 (주)DMZ미디어가 MAXIM의 라이선스를 들여와 2002년 10월 25일에 창간하였다. 그러나 2009년경 라이센스 문제로 본사와의 계약이 파기된 이후, 2010년 5월부터 (주)Y미디어에서 맥심 한국판을 발행하기 시작하여 한동안 2종류의 맥심이 발간되었다. 그러나 2010년 10월에 대한민국 법원이 (주)DMZ미디어에 패소판정을 내림에 따라 (주)Y미디어의 MAXIM KOREA가 유일한 공식 맥심 국내유통사로 인정되었다.

## 논란 및 비판
15년 9월호 표지에는 알몸으로 보이는 여성 발을 청테이프로 묶어 자동차 트렁크에 가둔 마초 분위기를 표지로 내세워서 논란이 되었다. 대중들은 판매중단, 공식사과를 촉구하였다. 이에 맥심코리아측은 15년 9월 4일 공식입장을 내고 "최근 맥심 한국판은 최근 발행된 15년 9월호 뒷면과 해당 기사 란에 부적절한 사진과 문구가 실리는 실수를 범하였다. 지금까지 맥심을 사랑하여주신 많은 독자님들께도 이번 일로 인해 실망감을 안겨드렸다고 생각한다" 라고 밝혔다. 성범죄 미화 의혹에서는 "범죄 현장을 잡지 화보로 연출하는 과정에서 결코 범죄행위를 미화하려는 의도는 없었지만, 그 의도가 무엇이었든 그것은 전적으로 저희 잘못이었음을 인정한다. 다시 한 번 깊이 사과드린다" 라고 밝혔다. 맥심코리아측은 "보다 엄격한 기준으로 반성하며 현재 전국에서 판매 중인 9월호를 전량 회수하여 폐기하도록 자발적 조치를 취하겠다. 이미 판매된 9월호로 발생된 판매수익 전액은 사회에 환원하도록 하겠다. 성폭력 예방, 여성인권단체에 기탁하도록 하겠다" 라고 약속하였다. 미국의 맥심 본사 측은 “심각한 우려를 표한다”고 밝혔다.

## 같이 보기
- 에스콰이어
- GQ
- FHM